# Xanthorhoe faroensis
Xanthorhoe faroensis là một loài bướm đêm trong họ Geometridae.